# Gedson Fernandes
Pour les articles homonymes, voir Fernandes.
Gedson Fernandes, né le 9 janvier 1999 à São Tomé, est un footballeur international portugais qui évolue au poste de milieu de terrain au Spartak Moscou.

## Biographie

### En club
Il débute le 11 février 2017 avec le Benfica Lisbonne B contre le Clube Desportivo das Aves en championnat du Portugal D2 2016-2017.
Le 14 août 2018, en match de barrage de Ligue des champions de l'UEFA, il marque son premier but en équipe première face aux turcs du Fenerbahçe.
Le 15 janvier 2020, il est prêté avec option d'achat pour 18 mois à Tottenham.

### En sélection
Avec les moins de 17 ans, il participe au championnat d'Europe des moins de 17 ans en 2016. Lors de cette compétition, il marque un but et délivre une passe décisive lors du premier match contre l'Azerbaïdjan. Il délivre ensuite deux autres passes décisives, contre l'Écosse, puis contre l'Autriche en quart. Le Portugal remporte la compétition en battant l'Espagne en finale. Grâce à ses bonnes performances, Gedson Fernandes figure dans l'équipe type du tournoi. 
Il dispute ensuite avec les moins de 19 ans le championnat d'Europe des moins de 19 ans en 2017. Lors de cette compétition, il marque un but en demi-finale contre les Pays-Bas. Le Portugal s'incline en finale face à l'Angleterre.
Il participe la même année avec les moins de 20 ans à la Coupe du monde des moins de 20 ans organisée en Corée du Sud. Lors du mondial junior, il joue trois matchs. Le Portugal s'incline en quart de finale face à l'Uruguay, après une séance de tirs au but.

## Palmarès
| Benfica Lisbonne (1)                                                                     | Équipe du Portugal (1) |
| ---------------------------------------------------------------------------------------- | --- |
| - Championnat du Portugal (1) : - Champion : 2019 - UEFA Youth League - Finaliste : 2017 | - Championnat d'Europe des moins de 17 ans (1) : - Vainqueur : 2016 - Championnat d'Europe des moins de 19 ans : - Finaliste : 2017 - Ligue des nations : - Vainqueur : 2018 |

Avec le beşiktaş il remporte la coupe de Turquie la super coupe de Turquie en 2024

### Distinctions personnelles
- Membre de l'équipe-type de l'Euro -17 ans 2016
- Jeune joueur du mois de Primeira Liga en août 2018[3]